# Dörbet
De  Dörbet  was een Mongoolse stam, die onderdeel was van de federatie van de Oirat-Mongolen. De Dörbet woonden ten westen van het gebergte van de Altai. In 1630 migreerde een aanzienlijk deel van de stam met vrijwel het gehele volk van de Torgut naar het gebied van de Wolgadelta.

## Achtergrond
Dalai Taiji (overleden 1634) was de eerste decennia van de 17e eeuw de leider van de Dörbet. Hij was enige tijd ook de machtigste leider van de federatie van de Oirats. Hij mocht zich echter geen Khan noemen. Dat recht kwam in die periode Baibagas toe, de leider van de Khoshut-Mongolen, omdat alleen hij een afstamming had van de Khans, die in de 14e eeuw de Oirat-federatie hadden gesticht.
De verdeling van een erfenis van een van de belangrijkste prinsen van de Khoshut-Mongolen leidde in 1626 tot een burgeroorlog onder de Oirats. Zowel Khara Khula (overleden 1634), de leider van de Dzjoengaren, als Dalai Taiji van de Dörbet trachtten te bemiddelen. De winnaar van dat conflict was Khara Khula, die daarmee zijn machtspositie onder de Oirats verstevigde.
Kho Urlek, de leider van de Torgut, was inmiddels onderhandelingen begonnen met Russische autoriteiten over mogelijke vestiging van de Torgut op Russisch gebied.

## De migratie
In 1630 besloot vrijwel de hele stam van de Torgut te migreren naar het gebied van de Wolgadelta en werd daarbij gevolgd door een aanzienlijk deel van de Dörbet en een klein deel van de Khoshut. Er was duidelijk onvrede onder de Oirat-stammen over de pogingen die Khara Khula  ondernam om de gehele politieke en militaire controle van de stamfederatie te verkrijgen.
Een andere reden lag waarschijnlijk ook in de wens om niet betwist weidegebied te verkrijgen. Het gebied van de Torgut en Dörbet werd steeds verder ingeklemd door toenemende invloed van Russen in het noorden, de Kazachen in het zuiden en dat van Dzjoengaren in het oosten. Het is ook mogelijk, dat de Torgut en een deel van de Dörbet niet langer bereid waren mee te doen aan de voortdurende militaire machtsstrijd tussen oostelijke en westelijke Mongolen die begin 17e eeuw weer was ontstaan. Hedendaagse historici die over dit onderwerp gepubliceerd hebben, noemen meestal een aantal van 200.000 Torgut en nog eens 35.000 Dörbet en Khoshut die betrokken waren bij deze migratie.
De migranten hadden eerst een niet ongunstige status van autonomie daar. Vanwege de afname van die autonome status, toenemende druk van Duitse kolonisten op hun weidegronden en druk van de Russisch-orthodoxe kerk om hen te bekeren ondernamen ruim 170.000 mensen in 1771 de weg weer terug naar hun oorspronkelijk leefgebied in China. Dat waren vrijwel alleen Torgut. Ongeveer 100.000 van hen overleden tijdens deze tocht.
De leider van de terugtocht, Ubashi Khan, vertelde de Chinese autoriteiten later dat hij nog enige tijd had gewacht op het verder dichtvriezen van de Wolga om groepen aan de westelijke oever in de gelegenheid te stellen zich bij hem te voegen. Hij zou echter gedwongen zijn te vertrekken toen de Russische gouverneur van het gebied de plannen ontdekte.
Dit verhaal is een geheel eigen leven gaan leiden, ook in de Europese literatuur over het onderwerp. Hedendaagse historici hebben grote twijfel over de historische juistheid daarvan en gaan ervan uit, dat het grootste deel van de ongeveer 45.000 achterblijvers niet de intentie had het gebied te verlaten.
Het overgrote deel van deze achterblijvers waren Dörbet. Deze Dörbet zijn de kern gaan vormen van wat daarna met Kalmukken (letterlijk ook  achtergeblevenen) werd aangeduid. De Russische regering ontnam hun hierna ook de laatste vorm van politieke onafhankelijkheid. De Dörbet dienden voortaan gedurende het gehele jaar ten westen van de Wolga te blijven.

## In het oorspronkelijke woongebied

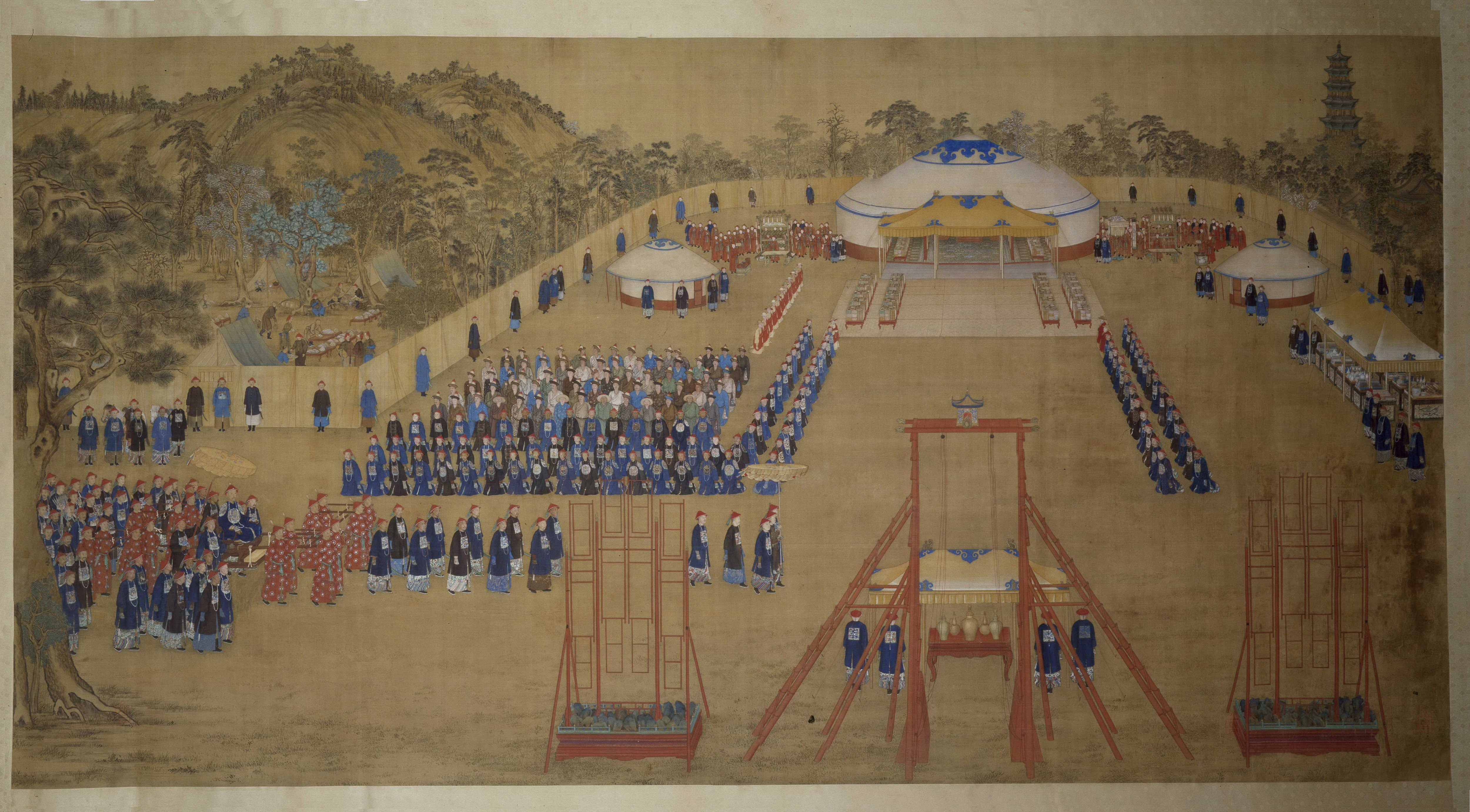
1754; Banket in het zomerpaleis van Qianlong in Chengde ter gelegenheid van de onderwerping aan het gezag van de keizer door de Dörbet

De Dörbet die in het oorspronkelijke woongebied, het kanaat Dzjoengarije waren gebleven, werden in de eerste helft van de 18e eeuw geconfronteerd met de voortdurende strijd tussen de Qing-dynastie en de Dzjoengaren. In de periode van de twee na laatste heerser van dat kanaat Lama Darja (1728-1753) vluchtten veel Dörbet naar het oosten en onderwierpen zich aan het gezag van de Chinese keizer Qianlong (1711-1799).
De Dörbet werden verdeeld in een aantal banners, kleinere van elkaar gescheiden  territoriale eenheden en komen dan vooral terecht in het westen van het gebied van de huidige republiek Mongolië in de omgeving van de stad Hovd.

## Na de onafhankelijkheid van Mongolië
Na de val van de Qing-dynastie werd Mongolië in 1911 een onafhankelijk land. Vanaf 1924 werd het land bestuurd door de Mongoolse Volkspartij, die zich snel in marxistische richting ontwikkelde. Dat leidde omstreeks 1928 in een aantal gebieden van het land tot opstanden tegen het nieuwe regime. Dat was met name het geval in het westen onder leiding van de Dörbet. Het heeft tot ongeveer 1933 geduurd voordat de Volkspartij een eind aan separatistische bewegingen van de Dörbet kon maken.
Er wonen begin 21e eeuw omstreeks 75.000 Dörbet in Mongolië. Een gering aantal Dörbet woont in de Chinese provincie Heilongjiang.